# Paul Ehrlich
Paul Ehrlich (Strehlen, 14. ožujka 1854. – Bad Homburg, 20. kolovoza 1915.), njemački znanstvenik koji je 1908.g. dobio Nobelovu nagradu za fiziologiju ili medicinu.
Poznat je po svome radu u hematologiji, imunologiji, i kemoterapiji. Ehrlich je predvidio autoimunost nazvavši je "horror autotoxicus". Skovao je izraz "kemoterapija" i popularizirao je koncept "čarobnog metka". Zaslužan je i za otkriće krvno-moždane barijere (primijetio je da se svi organi osim mozga eksperimentalne životinje boje anilinskom bojom nakon iniciranja) i razvoj prvog kemoterapeutika u modernoj medicini.